# Bikaner (huyện)
Huyện Bikaner là một huyện thuộc bang Rajasthan, Ấn Độ. Thủ phủ huyện Bikaner đóng ở Bikaner. Huyện Bikaner có diện tích 27244 ki lô mét vuông. Đến thời điểm năm 2001, huyện Bikaner có dân số 1673562 người.